# Nördtjärnen (Bygdeå socken, Västerbotten)
Nördtjärnen är en sjö i Robertsfors kommun i Västerbotten och ingår i Rickleåns huvudavrinningsområde.